# Gangliozidă

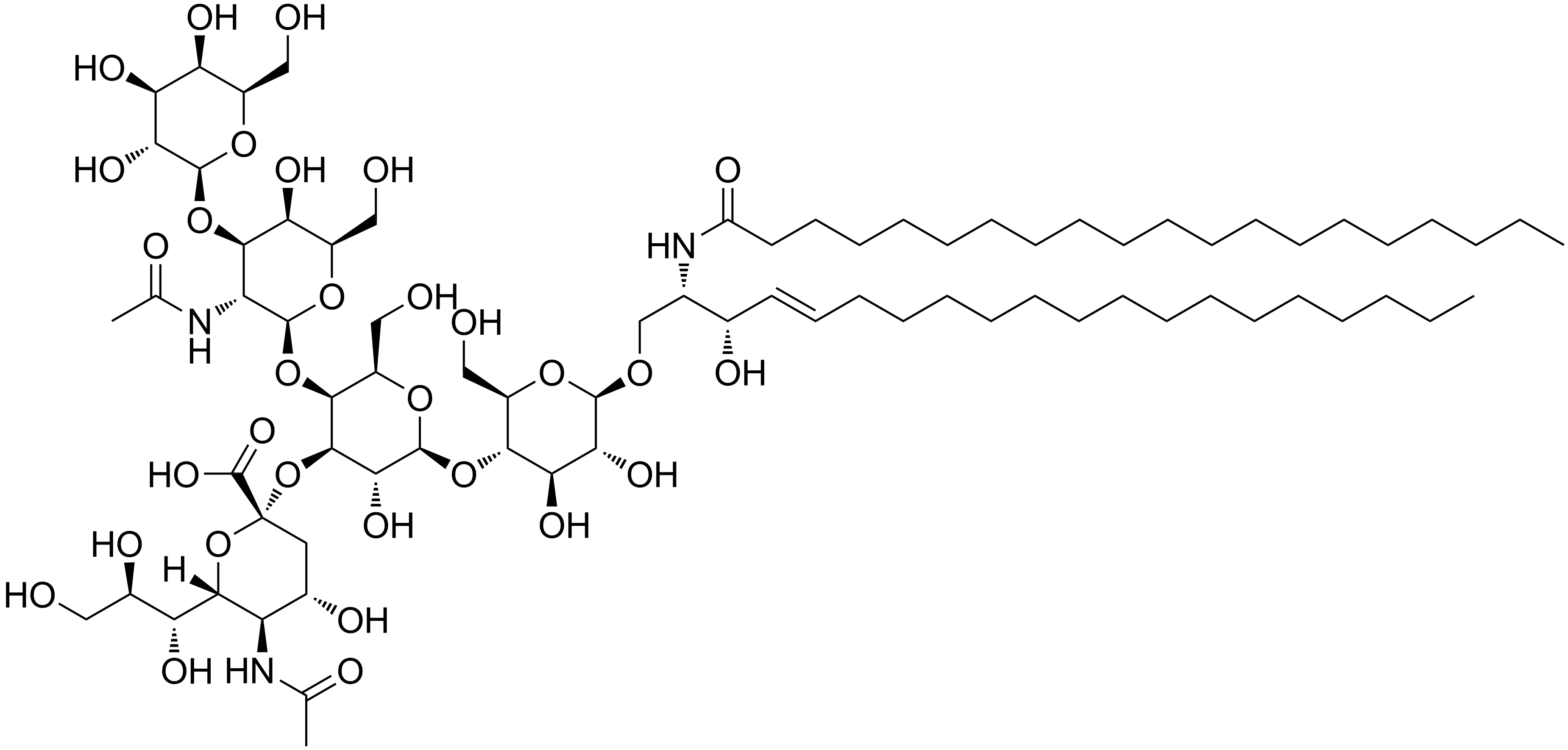
Structura gangliozidei GM1

O gangliozidă este o moleculă compusă dintr-o glicosfingolipidă (ceramidă și oligozaharidă) și unul sau mai mulți acizi sialici (de exemplu, acidul N-acetilneuraminic) legați pe lanțul glucidic. NeuNAc, un derivat acetilat al acidului sialic glucidic, face ca grupele cap ale gangliozidelor să fie anionice la pH 7, ceea ce le deosebește de globozide.
Denumirea de gangliozidă a fost utilizată pentru prima dată de către omul de știință german Ernst Klenk, în 1942, pentru a denumit unele lipide nou izolate din Ganglion nervos ale creierului.
Recent, s-a constatat că gangliozidele sunt molecule foarte importante în imunologie. Gangliozidele naturale și semisintetice sunt considerate posibile molecule terapeutice care pot fi utilizate pentru tulburările neurodegenerative.